# Catedral Anglicana de São Paulo
A Catedral Anglicana da Santíssima Trindade foi criada em 1924 como parte da missão evangelizadora da Igreja Episcopal Anglicana do Brasil no centro da cidade de São Paulo. A então paróquia da Santíssima Trindade surgiu para atender a demanda de cristãos anglicanos falantes de português, e desde então mantém suas celebrações litúrgicas e sua ação pastoral focada em brasileiros. A comunidade da Santíssima Trindade foi elevada de Paróquia à Catedral da Diocese Anglicana de São Paulo em 17 de julho de 2022, sendo uma das mais jovens catedrais da comunhão anglicana em todo mundo.

### Instalação da Paróquia Anglicana da Santíssima Trindade como Catedral[2]
Em 17 de julho de 2022, a Diocese Anglicana de São Paulo (DASP) viveu um momento de grande importância com a instalação da então Paróquia Anglicana da Santíssima Trindade como Catedral Diocesana. Durante a cerimônia, foram realizadas a consagração da cátedra e a instituição do reverendo Arthur Pereira Cavalcante como Deão da nova Catedral, presididas pelo bispo diocesano Francisco Cézar Fernandes Alves.

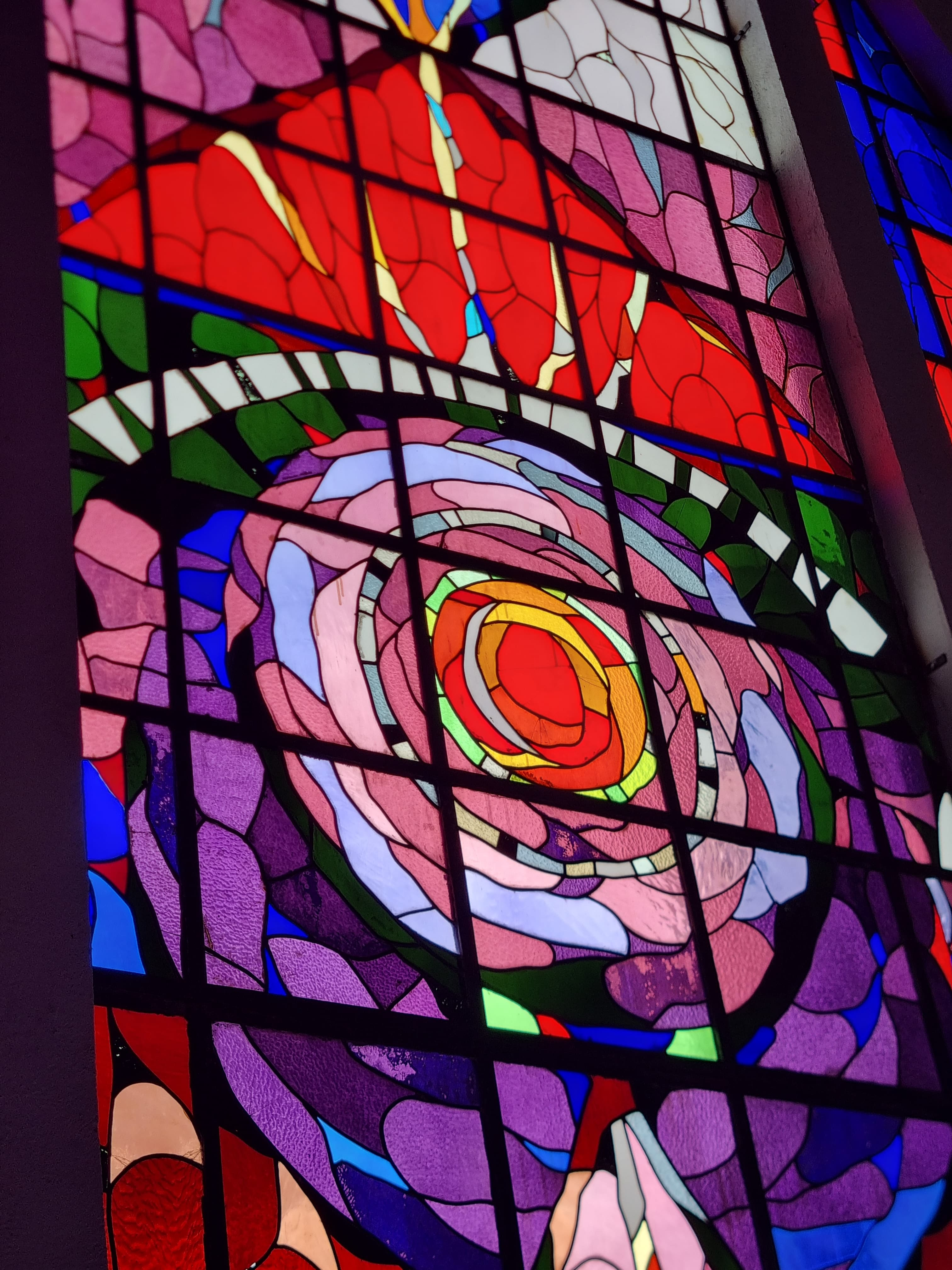
Detalhe do vitral frontal da Catedral Anglicana de São Paulo desenhados pela artista plástica Maria Leontina

A escolha da paróquia como sede da nova Catedral foi definida no dia 28 de maio de 2022, durante o 56º Concílio Extraordinário da DASP. O evento litúrgico, conduzido com grande solenidade, contou com a presença de representantes de movimentos sociais, lideranças religiosas e figuras públicas. O processional teve início na Praça Olavo Bilac, onde a igreja está localizada desde a década de 1950, e a entrada no templo foi marcada pelo cântico "Deus nos salve".

### Pastorais

#### Pastoral de Arte e Cultura
A Pastoral de Arte e Cultura da Catedral Anglicana da Santíssima Trindade, em São Paulo, é uma iniciativa que transforma o templo em um espaço de expressão artística e cultural para a comunidade local. Criada a partir da vocação artística de seus membros, muitos dos quais são atores, músicos e produtores culturais, a pastoral busca integrar arte e espiritualidade dentro do espaço sagrado. O primeiro concerto da aconteceu em 09 de agosto de 2022.
O trabalho foi inspirado na atuação da igreja St. Paul's, Covent Garden, em Londres, que combina serviço religioso e comunitário com manifestações artísticas diversas. Motivados por esse exemplo, os paroquianos da Catedral começaram a promover eventos culturais, como peças de teatro em dias sem celebrações religiosas, inaugurando um novo uso para o espaço da igreja.
A pastoral ganhou destaque em 28 de abril de 2023, quando recebeu uma apresentação gratuita do Coro da Osesp (Orquestra Sinfônica do Estado de São Paulo), considerado o grupo coral mais importante do Brasil. O sucesso do evento atraiu outros grupos corais, consolidando a vocação da Catedral como um centro de cultura. Desde então, a Catedral tem sediado apresentações de renomados grupos musicais, incluindo:
- Coro da Osesp, que retornou para mais duas apresentações.
- Coro e Orquestra Jovem do Estado de São Paulo, com a execução do Messias de Handel em uma formação barroca.
- Corais da Universidade de São Paulo (USP).
- Coral Canarinhos de Itabirito, vinculado a um projeto sociocultural de grande sucesso na cidade mineira.[3]

### Reconhecimento e Contribuição Cultural

#### Homenagem da Assembleia Legislativa
A Assembleia Legislativa do Estado de São Paulo, representada pela deputada estadual Patrícia Bezerra, prestou homenagem à Catedral em reconhecimento por seu trabalho em prol da dignidade humana, inclusão e compromisso com a mensagem cristã de paz e reconciliação. A homenagem incluiu a entrega de uma placa que destacou os esforços da comunidade anglicana na capital paulista.

#### Colaboração com o Museu de Arte Sacra
Durante a celebração, dois esboços originais dos vitrais da Catedral, desenhados pela renomada artista Maria Leontina, foram doados ao Museu de Arte Sacra de São Paulo. A entrega, realizada pelo produtor cultural Marcos Tadheus e pelo artista plástico Mario Gravem Borges, reforçou o compromisso da Catedral com a preservação cultural e a memória da cidade.

### Arquitetura e Arte
O templo da Catedral Anglicana da Santíssima Trindade é reconhecido como um dos primeiros exemplos de arquitetura modernista religiosa em São Paulo. Projetado em 1950 pelo arquiteto e professor da Faculdade de Arquitetura e Urbanismo da USP, Dr. Jacob Maurício Ruchti, as obras foram iniciadas em 15 de Novembro de 1952. A igreja destaca-se por sua simplicidade e beleza. Segundo o Histórico da Paróquia da SS. Trindade, “a estrutura de concreto armado, concebida com proporções harmoniosas e elevação inspiradora, remete à espiritualidade, lembrando duas mãos unidas em oração”.
Entre as características marcantes da obra de Ruchti estão os seis lustres com influência da Escola Bauhaus. A Bauhaus, fundada na Alemanha entre 1919 e 1933, foi uma das pioneiras no modernismo no design e na arquitetura, combinando funcionalidade e estética.
Em 2008, a renomada Fundação Armando Alvares Penteado (FAAP) apresentou a exposição Vertentes: Arquitetura e Design no Palácio do Itamaraty, em Brasília. A Paróquia Santíssima Trindade foi um dos cinco templos brasileiros selecionados para a mostra, recebendo destaque na seção "Inovação do Espaço do Rito". Sobre a obra de Ruchti, a curadoria destacou “[...] a relação entre o contemporâneo e o moderno, remontando aos tempos iniciais das inovações nos espaços de rito”. O historiador Walter Zanini também destacou a relevância do templo, considerando-o um exemplo de "estruturas construtivistas pioneiras no país" (História Geral da Arte do Brasil).
Outro ponto notável do templo são os dois jardins internos, que criam uma conexão entre o espaço religioso e a natureza. Essa integração reflete o apreço anglicano pela beleza, como destacado pelo teólogo Jonh H. Westerhoff: “Nossas igrejas pretendem ser obras de arte, e fazemos todo esforço para assegurar que as artes sejam usadas nas igrejas com a melhor qualidade. Artistas sempre se sentiram em casa em nossas congregações e desempenharam papel significativo em nossa adoração e vida comunitária” (Temperamento Anglicano).
A Paróquia também abriga dois grandes vitrais, desenhados em 1966 pela artista plástica Maria Leontina. Medindo 6x8 metros e 4x6 metros, os vitrais transformam o ambiente com suas cores vibrantes. Durante o dia, iluminam o espaço com uma atmosfera alegre e receptiva, enquanto à noite, a iluminação ressalta ainda mais sua beleza e as colunas ao redor.
No livro Maria Leontina: Pintura Sussuro, Lélia Coelho Frota associou os vitrais da Santíssima Trindade à série Orantes da artista. Nessa série, Leontina expressa sua profunda espiritualidade, evidenciada nos vitrais que enriquecem o templo com sua força artística e simbólica.